# أوتو فيشر
أوتو فيشر (بالألمانية: Otto Fischer)‏ (و. 1901 – 1941 م) هو لاعب كرة قدم، ومدرب كرة قدم، من النمسا، ولد في فيينا، يلعب كمهاجم، توفي في ليباجا، عن عمر يناهز 40 عاماً.

## روابط خارجية
- أوتو فيشر على موقع قاعدة بيانات كرة القدم.إي يو (الإنجليزية)
- أوتو فيشر على موقع ناشيونال فوتبول تيمز (الإنجليزية)
- أوتو فيشر على موقع عالم كرة القدم.نت (الإنجليزية)